# Iwakiyama Ryūta
Iwakiyama Ryūta (jap. 岩木山 竜太; * 2. März 1976 in Iwaki (heute: Hirosaki), Aomori als Tsushima Ryūta (對馬 竜太)) ist ein ehemaliger japanischer Sumōringer.
Iwakiyama war bereits in seiner Schülerzeit ein erfolgreicher Ringer. Nach der Oberschule entschied er sich jedoch für ein Universitätsstudium und damit gegen die Annahme eines der Angebote von interessierten Ringerställen. Den Sport verfolgte er weiter im Amateurbereich und plante, seine Aktivitäten auf die Tätigkeit als Trainer zu konzentrieren. Nach dem Studium nahm er eine Anstellung an einer Oberschule in Aomori an. Der Unfalltod eines engen Freundes ließ ihn jedoch seine Lebensplanung grundlegend überdenken: er folgte der Einladung des Nakadachi-beya (2003 in Sakaigawa-beya umbenannt) und begann im Juli 2000 seine Profilaufbahn als Quereinsteiger in der Makushita-Division.
Zu diesem Zeitpunkt war er bereits 24 Jahre alt. Iwakiyama ist damit der bei Karrierebeginn älteste Ringer aller aktiven Angehörigen der Makuuchi-Division. Als seinen Ringernamen (Shikona) wählte Iwakiyama den Namen des Berges Iwakisan bei Hirosaki. Zunächst stieg Iwakiyama wieder ab und fand sich im März 2001 in der Sandanme-Division wieder, erreichte mit einem 7-0-Turniersieg aber die Trendwende. Im März 2002 wurde er Sekitori, d. h., er erreichte die Jūryō-Division. Bereits im November des Jahres gelangte er nach einem weiteren Turniersieg im Mai 2002 in die oberste Liga. Aufstiege in den Komusubi-Rang blieben nur kurze Zwischenspiele, aber Iwakiyama konnte sich relativ stabil in den oberen Maegashira-Rängen festsetzen.
Im September 2010 erklärte er seinen Rücktritt.
Iwakiyama gehörte zu den schwersten Ringern der Makuuchi-Division. Wie häufig bei sehr schweren Kämpfern neigte auch er zu Verletzungen.